# Drácula negro
Blacula es una película estadounidense de terror de 1972, producida por la American International Pictures. Fue dirigida por William Crain, y tenía a William Marshall en el papel estelar como un príncipe africano del siglo XVIII que fue convertido en un vampiro mientras visitaba al Conde Dracula Transilvania. Dos siglos después se levantaba de su ataúd para atacar a unos cuantos residentes de Los Ángeles y terminaba reuniéndose con Tina, la mujer que creía era la reencarnación de su difunta esposa. El guion estuvo a cargo de Joan Torres y Raymond Koenig y la música estuvo a cargo de Gene Page. También contó con la participación del grupo musical The Hues Corporation.
Blacula fue exhibida y recibió críticas mixtas en los Estados Unidos, pero fue una de las películas más taquilleras del año. Fue la primera película que recibió un premio a la mejor película de Horror en los Premios Saturn. En 1973 tuvo una secuela, Scream Blacula, Scream, e inspiró una pequeña ola de películas de terror con temas de blaxploitation.

## Guion
En 1780, el Príncipe Mamuwalde (William H. Marshall), el gobernante de una nación africana, busca la ayuda del Conde Drácula (Charles Macaulay) para detener el tráfico de esclavos. Dracula no solo se niega a ayudarlo sino que además, transforma a Mamuwalde en un vampiro y lo deja atrapado en un ataúd sellado. La esposa de Mamuwalde, Luva (Vonetta McGee), también es hecha prisionera y muere en cautividad. En 1972 el ataúd acaba de ser adquirido como parte de un lote de muebles por dos decoradores de interiores, Bobby McCoy (Ted Harris) y Billy Schaffer (Rick Metzler), y enviado es a Los Ángeles. Bobby y Billy abren el ataúd y se convierten en las primeras víctimas del Príncipe Mamuwalde. En el funeral de Bobby, Mamuwalde encuentra a Tina (Vonetta McGee), que el Príncipe Mamuwalde cree es la reencarnación de su difunta esposa. Durante una investigación rutinaria del cadáver en el funeral, el Dr. Gordon Thomas (Thalmus Rasulala) ayuda al teniente Peters (Gordon Pinsent) en la investigación sobre los asesinatos que se están produciendo.
El Príncipe Mamuwalde continúa matando y convierte en vampiros a varias personas que se cruzan en su camino, mientras que Tina comienza a enamorarse de él. Thomas Peters y Michelle siguen el rastro de las víctimas del asesino y empiezan a creer que el responsable podría ser un vampiro.
Después de que Thomas excava el ataúd de Billy, el cadáver se levanta como un vampiro y lo ataca, salvándose apenas gracias a la ayuda de Peters. Tras encontrar una foto de Mamuwalde donde su cuerpo no está visible, Thomas y Peters obtienen una pista de su escondite. Derrotan a varios vampiros, pero Mamuwalde logra escapar. Mamuwalde lleva a Tina a las cloacas mientras Thomas y un grupo de oficiales de policía los persiguen. Logra acabar con varios oficiales cuando uno de ellos le dispara a Tina.
Para salvar a Tina de la muerte, Mamuwalde la transforma en vampiro. Después de que Peters consiga matar a Tina, ya convertida en vampiro, Mamuwalde cree que no podrá seguir viviendo después de haberla perdido dos veces, así que se expone a la luz del sol dejando que esta pudra su carne y lo mate.

## Reparto
- William Marshall como el Principe Mamuwalde / Blacula
- Denise Nicholas como Michelle Williams
- Vonetta McGee como Tina Williams / Luva
- Gordon Pinsent como Jack Peters
- Thalmus Rasulala como el Dr. Gordon Thomas
- Emily Yancy como Nancy, fotógrafa del nightclub
- Lance Taylor Sr. como Swenson, el director del funeral
- Logan Field como el sargento Barnes
- Ted Harris como Bobby McCoy
- Rick Metzler como Billy Schaffer
- Ketty Lester como Juanita Jones la taxista
- Charles MacAulay como el Conde Dracula
- Ji-Tu Cumbuka como "Skillet"
- Elisha Cook, Jr. como Sam, hombre de la morgue
- Eric Brotherson como el agente
- The Hues Corporation, performance en el nightclub con la canción "There he is again".

## Producción
Muchos miembros del reparto y del equipo de Blacula habían trabajado en televisión. William Crain, el director, había dirigido algunos episodios de el Escuadrón Mod . El Príncipe Mamuwalde interpretado por William H. Marshall fue el primer vampiro negro en aparecer en una película. Marshall había trabajado en producciones teatrales y en algunos episodios de El agente de CIPOL, Las enfermeras y Mannix. Thalmus Rasulala, quien interpreta al Dr. Gordon Thomas, había aparecido en episodios de The Twilight Zone, Perry Mason, y Rawhide.
El rodaje de Blacula abarcó desde finales de enero hasta finales de marzo de 1972.
Mientras Blacula estaba en sus etapas de producción, William Marshall trabajó con los productores de la película para asegurarse de que su personaje tuviera cierta dignidad. Su nombre fue cambiado de Andrew Brown a Mamuwalde y su personaje recibió una historia acerca de ser un príncipe africano que sucumbió al vampirismo.
La música de Blacula recurrió al rhythm and blues, con un resultado final muy distinto de la habitual música tenebrosa. La banda sonora de la película contó con la participación de Gene Pagey y tuvo contribuciones de The Hues Corporation y 21st Century Ltd.

## Estreno
Antes de su lanzamiento, el departamento de marketing de la American International Pictures intentó anticiparse a la reacción que suponía las audiencias afroamericanas tendrían ante Blacula. Algunos pósteres de la película incluyen la alegoría de la esclavitud.
American International Pictures realizó promociones en dos cines de Nueva York en las que quienes llegaran al cine luciendo una capa recibirían una entrada para ver la película gratis. Blacula fue estrenada el 25 de agosto de 1972 y obtuvo buenos resultados en taquilla. Debutó en el lugar 24 de la revista Variety. Acabó recaudando más de un millón de dólares, y se convirtió en una de las películas más taquilleras de 1972.

## Recepción
Blacula recibió críticas mixtas al inicio. La revista Variety le dio una crítica positiva elogiando el guion, música y la actuación de William Marshall. el Chicago Reader celebró el hecho de que el guion dejara a la audiencia más que satisfecha después que muchos "Intentos después de Lugosi".
Una crítica en el New York Times fue negativa, indicando que cualquiera que «va a ver una película de vampiros esperando que tenga sentido está en serios problemas y Blacula tiene menos sentido que la mayoría». En Films & Filming, una reseña se refirió a la película como "totalmente inconvincente en todos los niveles". La película recibió el título de mejor película de Horror en el primer Saturn Awards.
Reseñas actuales, como la de Kim Newman en la revista  Empire le dio dos estrellas de cinco, al encontrar la película «predecible y llena de agujeros». Time Out dio a la película una reseña negativa, indicando que «es una adaptación sin vida de héroes versus Vampiros con música soul y un par de gags buenos».
Film4 calificó la película con tres estrellas y media de cinco, llamándolo «esencial de ver por la blaxploitation» Allmovie dio a la película dos estrellas de cinco, señalando que Blacula es «mejor de lo que su extravagante título podría inducir a pensar... la película sufre el ocasional toque de humor simple (el detalle de los dos decoradores de interiores homosexuales son lo que más induce a la risa), pero el guion de Joan Torres y Raymond Koenig mantiene las cosas en un ritmo rápido y genera algunos escalofríos genuinos».

## Legado
El éxito de taquilla de  Blacula desencadenó una oleada de películas de horror protagonizadas por negros. Una secuela titulada Scream Blacula Scream fue lanzada en 1973 por American International, con William Marshall y Pam Grier como protagonistas. American International también planeaba realizar una película con tema similar llamada  Blackenstein, pero eligió centrarse en  Scream Blacula Scream. Blackenstein acabaría siendo producida por Exclusive International Pictures.